# Hannah Tointon
Hannah Marie Tointon, född 28 december 1987, är en engelsk skådespelerska. Hon är mest känd för sin roll som Katy Fox i såpoperan Hollyoaks och Tara Brown i situationskomedin The Inbetweeners.

## Biografi
Tointon föddes i Southend-on-Sea, Essex. Hon och hennes syster Kara (född 1983) växte upp i Leigh-on-Sea och gick på St Michael's School, Leigh och St Hilda's School i Westcliff-on-Sea.

## Karriär
Tointons första framträdande på TV var i CBBC:s situationskomedi Kerching!, där hon spelade Tamsin, huvudpersonen Taj Lewis kärleksintresse. Hennes nästa roll var i serien Star 2003 där hon spelade karaktären Billie. Efter detta spelade hon Celina Johnson i det brittiska polisdramat The Bill. Hon spelade även rollen som Casey i skräckfilmen The Children .
2006 medverkade hon i tv-serien Murder City, där hon spelade Bethany Williams i avsnittet "Just Seventeen". Hon medverkade också i TV-serien Dream Team som Savannah Caskey. Hon var även med i New Tricks och hade en okrediterad roll i filmen Just My Luck som konsertbesökare, tillsammans med syster Kara. 2007 spelade hon rollen som Annabelle i Genie in the House och Maxine Brogan i Doctors.

### Hollyoaks
Tointon är mest känd för sin roll i serien Hollyoaks på Channel 4. Hon sågs för första gången i serien den 30 april 2007, där hon spelade rollen som Katy Fox, yngre syster till Warren Fox . Vid sidan av Hollyoaks är hon nära vän med Jamie Lomas (Warren Fox), Chris Fountain (Justin Burton), Roxanne McKee (Louise Summers) och Kent Riley (Zak Ramsey).
Den 3 november 2007 meddelades det att Tointon hade slutat i Hollyoaks för att utveckla sin skådespelarkarriär. Hon sa att hennes avsikt alltid var att stanna i serien under endast ett år.

### EfterHollyoaks
Den 11 november 2008 uppträdde hon i rollen som den agorafobiska studenten Emma Lewis i Doctors. Hon medverkade också i skräckfilmen The Children som släpptes i slutet av 2008.
2010 spelade Tointon rollen som Simon Coopers flickvän Tara Brown i tredje säsongen av The Inbetweeners. I mars 2012 meddelades det att Tointon skulle medverka i den kommande dramaserien Switch. Mellan 2012 och 2014 medverkade hon bland annat i TV-serierna The Midnight Beast, The Hour och Penny Dreadful.
2015 spelade hon Violette Selfridge i 13 avsnitt i TV-serien Mr Selfridge. 
I september 2017 meddelades det att Tointon skulle medverka in en teaterproduktion av Strangers on a Train. I december 2019 tog Tointon över rollen som Dawn i West End-produktionen av Waitress.

## Privatliv
2012 flyttade Tointon ihop med Joe Thomas, som hon spelat i The Inbetweeners med. Paret förlovade sig 2017 och bor för närvarande i London.

## Filmografi
| År   | Titel                  | Roll              | Noter       |
| ---- | ---------------------- | ----------------- | ----------- |
| 2006 | Just My Luck           | Konsertbesökare   | Okrediterad |
| 2008 | The Children           | Casey             |             |
| 2010 | The Lost Future        | Giselle           |             |
| 2013 | Young, High and Dead   | Katy              |             |
| 2014 | Walking with the Enemy | Hannah Schoen     |             |
| 2015 | Captain Webb           | Madeline Chaddock |             |
| 2018 | The Festival           | Caitlin           |             |

| År              | Titel              | Roll                 | Noter                                                                        |
| --------------- | ------------------ | -------------------- | ---------------------------------------------------------------------------- |
| 2003            | Star               | Billie               |                                                                              |
| 2003–2006       | Kerching!          | Tamsin               | Huvudroll (20 avsnitt)                                                       |
| 2005            | The Bill           | Celina Johnson       | Avsnittet: "335"                                                             |
| 2005–2006       | Dream Team         | Savannah Caskey      | Återkommande roll (8 avsnitt)                                                |
| 2006            | Murder City        | Bethany Williams     | Avsnittet: "Just Seventeen"                                                  |
| 2006            | New Tricks         | Young Anita Walsh    | Avsnittet: "Dockers"                                                         |
| 2006            | Genie in the House | Annabelle Scott      | Avsnitten: "Teacher Adil", "Rock Me Amadeus", "I Love Adil"                  |
| 2007            | Doctors            | Maxine Brogan        | Avsnittet: "Heart of the Matter"                                             |
| 2007–2008, 2017 | Hollyoaks          | Katy Fox             | Biroll (85 avsnitt)                                                          |
| 2008            | Doctors            | Emma Lewis           | Avsnittet: "Safe Haven"                                                      |
| 2010            | The Inbetweeners   | Tara Brown           | Avsnitten: "The Gig and the Girlfriend", "Will's Dilemma", "Trip to Warwick" |
| 2012            | Sinbad             | Kuji                 | Avsnittet: "Kuji"                                                            |
| 2012            | The Midnight Beast | Frog                 | Avsnittet: "Hey Ladies"                                                      |
| 2012            | Switch             | Hannah Bright        | Huvudroll (6 avsnitt)                                                        |
| 2012            | The Hour           | Kiki Delaine         | Återkommande roll (6 avsnitt)                                                |
| 2013            | Love Matters       | Donna                |                                                                              |
| 2013            | Midsomer Murders   | Pippa Fergus-Johnson | Avsnittet: "The Christmas Haunting"                                          |
| 2014            | Death in Paradise  | Susie Jenkins        | Avsnittet: 3.2                                                               |
| 2014            | Call the Midwife   | Kathleen Baker       | Avsnittet: 3.3                                                               |
| 2015            | Mr Selfridge       | Violette Selfridge   | Huvudroll (säsong 3)                                                         |